# Heinrich Stiegemann
Heinrich Stiegemann (* 23. Dezember 1909 in Krefeld; † 17. Mai 1989 in Warstein) war ein deutscher Architekt und Kirchenbaumeister im Erzbistum Paderborn.

## Leben und Schaffen
Heinrich Stiegemann studierte an der RWTH Aachen und der Technischen Hochschule Stuttgart Architektur. Er arbeitete zunächst in Krefeld und in Salzgitter. Im Zweiten Weltkrieg wurde er schwer verwundet. Später ließ er sich in Warstein nieder, wo er bis zu seinem Tod lebte.
Renovierungsarbeiten an verschiedenen Kirchen führten Stiegemann zum kirchlichen Bauen. Als „Vertrauensmann des Landeskonservators für das Gebiet um Warstein herum“ oblagen ihm eine Vielzahl von Erweiterungsprojekten und Renovierungen. Sein Architekturbüro verwirklichte allein im Kreis Soest insgesamt 94 Bauvorhaben – Kirchen, Pfarrhäuser, Pfarrheime – in 53 Kirchengemeinden. Er gehörte zu den am meisten beschäftigten Architekten im Erzbistum Paderborn.
Eines seiner Anliegen war es, im Sinne des Heimat- und Landschaftsschutzes die baulichen Formen und Materialien den regionalen Gegebenheiten anzupassen, etwa unter Verwendung ortstypischer Materialien und einer schlichten Formgebung. Er betonte in seinen Bauten die Einfachheit des Raumgedankens. Der etwas abseits stehende Kirchturm ist ein Erkennungsmerkmal vieler Stiegemann’scher Kirchbauten.
„Auf das Ganze gesehen, soll dem Herrgott eine Wohnung und dem gläubigen Volk ein Feier- und Betraum geschenkt werden. Die gezielte Verwendung von Natur- und Werkstein soll dem Gebäude den echten Bestand, das würdevolle Altern und den frommen Sinn garantieren.“, so Heinrich Stiegemann über die Pfarrkirche Heilig Kreuz in Warstein-Belecke.
Heinrich Steigemann war verheiratet und Vater von vier Kindern. Sein Nachlass, bestehend aus Plänen und Akten, wird im Kreisarchiv Soest verwahrt.

## Ehrungen
In Anerkennung seiner Verdienste wurde Stiegemann 1976 mit dem päpstlichen Silvesterorden ausgezeichnet, überreicht von Erzbischof Johannes Joachim Degenhardt.
1987 erhielt er das Bundesverdienstkreuz.

## Bauten (Auswahl)
| Jahr      | Bauwerk                                         | Ort                        | Baumaßnahme / Anmerkungen                                     |
| --------- | ----------------------------------------------- | -------------------------- | ------------------------------------------------------------- |
|           |                                                 | Arnsberg-Rumbeck           | Leitung der Renovierung                                       |
| 1952–1953 | katholische Pfarrkirche St. Mariä Heimsuchung   | Neuenrade                  | Planung und Bauleitung                                        |
| 1954–1955 | katholische Pfarrkirche St. Michael             | Oerlinghausen              |                                                               |
| 1955–1956 | katholische Pfarrkirche St. Christophorus       | Hirschberg                 | Erweiterungsbau                                               |
| 1958–1959 | katholische Pfarrkirche St. Nikolaus            | Freienohl                  | Altar                                                         |
| 1961      | katholische Pfarrkirche Heilig Kreuz            | Belecke                    |                                                               |
| 1963      | katholische Pfarrkirche St. Ludger              | Alme                       | Erweiterungsbau                                               |
| 1963–1964 | katholische Pfarrkirche St. Georg               | Grafschaft (Schmallenberg) | Erweiterungsbau                                               |
| 1968      | katholische Pfarrkirche St. Jakobus             | Meschede                   | Innenrenovierung unter Beibehaltung des barocken Gesamtbildes |
| 1968      | katholische Kirche St. Petrus                   | Warstein                   | Neubau                                                        |
| 1970      | katholische Pfarrkirche St. Sturmius            | Usseln                     | Planung                                                       |
| 1973      | katholische Pfarrkirche St. Laurentius          | Erwitte                    | Wiederaufbau des durch Brand zerstörten Turms                 |
|           | katholische Pfarrkirche St. Vincenz             | Menden (Sauerland)         | Innenmodernisierung                                           |
| 1974–1976 | katholische Pfarrkirche St. Johannes Evangelist | Erwitte                    | Neubau                                                        |
|           | katholische Domkirche St. Patrokli              | Soest                      | Außen- und Innen-Restaurierung                                |
| 1976      | katholische Pfarrkirche St. Johannes Evangelist | Bad Westernkotten          | Neubau einer bestehenden Kirche                               |
| 1976–1977 | Paulushaus der St.-Petrus-Gemeinde              | Warstein                   | Planung                                                       |
| 1977–1988 | Paderborner Dom                                 | Paderborn                  | Instandsetzung und Restaurierung                              |
| 1977      | katholische Kapelle St. Nikolaus                | Hövelhof-Klausheide        | Renovierung der Ausmalungen                                   |

## Schriften
- Die Alte Kirche in Warstein. In: Alte und neue Kunst im Erzbistum Paderborn. Paderborn 1969/1970, S. 68.
- Die Erneuerung des Innenraumes der Briloner Propsteikirche – Restaurierungsbericht. In: Alte und neue Kunst im Erzbistum Paderborn. Paderborn 1971/1972, S. 70.
- Baugeschichte der Pfarrkirche Mariä Heimsuchung in Warburg. Restaurierungsbericht. In: Alte und neue Kunst im Erzbistum Paderborn. Paderborn 1975/1976, S. 66–77.
- Gesamtrestaurierung der St.-Kilians-Kirche in Lügde. In: Alte und neue Kunst im Erzbistum Paderborn. Paderborn 1975/1976, S. 66–77.
- Die Gesamtrestaurierung des Paderborner Domes in den Jahren 1978 bis 1985. Ein Baubericht. In: Alte und neue Kunst im Erzbistum Paderborn. Band 31/32, Paderborn 1983/1984, S. 55.